# Governo Provisório do Irã
```
   |-
       |
Erro:
:  
valor não especificado para "
nome_comum
"

   |-
       | 
Erro:
:  
valor não especificado para "
continente
"
```

O Governo Provisório do Irã (em persa: دولت موقت ايران; romaniz.: Dowlat-e Movaqat-e Irân) foi o primeiro governo estabelecido no Irão após a Revolução Iraniana. 
O regime foi liderado por Mehdi Bazargan, um dos membros do Movimento de Liberdade do Irã,  e formado por ordem do Aiatolá Khomeini em 4 de Fevereiro de 1979. De 4 a 11 de fevereiro, Bazargan e Shapur Bakhtiar, o último primeiro-ministro do Xá, afirmaram ser o primeiro-ministro legítimo; Bakhtiar fugiu em 11 de fevereiro.  Mehdi Bazargan foi o primeiro-ministro do governo interino e introduziu um gabinete de sete membros em 14 de fevereiro de 1979. Ebrahim Yazdi foi eleito Ministro das Relações Exteriores. 
A constituição da República Islâmica do Irã foi adoptada por referendo em 24 de Outubro de 1979. Antes que pudesse entrar em vigor em 3 de dezembro de 1979, porém, o governo renunciou em 6 de novembro, logo após a tomada da embaixada americana.  O Conselho da Revolução Islâmica serviu então como governo do país até a formação da primeira Assembleia Consultiva Islâmica em 12 de agosto de 1980. Bazargan foi eleito para a primeira Assembleia Consultiva Islâmica representando Teerã. 

## Formação do governo interino
Quando o Aiatolá Khomeini, o líder da revolução iraniana, regressou ao Irão após o seu exílio de 15 anos, nomeou Mehdi Bazargan como chefe do governo interino.  Em 4 de fevereiro de 1979, Ruhollah Khomeini emitiu um decreto nomeando Bazargan como primeiro-ministro do "Governo Revolucionário Islâmico Provisório" (PRG).

Seu decreto afirmava:
Com base na proposta do Conselho Revolucionário e de acordo com os direitos canónicos e legais que se originaram do voto da esmagadora maioria da nação iraniana para a liderança do movimento que tem sido representado nas vastas reuniões e nas amplas e numerosas manifestações em todo o Irão e porque Com a minha maior confiança na sua firme crença nos princípios sagrados do Islão e no meu conhecimento do seu precedente nas lutas islâmicas e nacionais, nomeio-lhe a autoridade para estabelecer o governo interino sem considerar qualquer filiação a qualquer partido ou dependência de quaisquer grupos faccionais , para a formação de um governo temporário para organizar a organização dos assuntos do país e, especialmente, realizar um referendo e referir-se ao voto público da nação sobre a transformação do país em uma república islâmica e a formação do "Conselho dos Fundadores" dos representantes do povo para aprovar a constituição do novo regime e realizar eleições de representantes do parlamento da nação com base na nova constituição. É necessário que nomeie e apresente os membros do governo temporário o mais rapidamente possível, de acordo com as condições que esclareci. Todos os cargos públicos, o exército e os cidadãos deverão fornecer a sua máxima cooperação com o seu governo interino, de modo a atingir os elevados e sagrados objetivos desta revolução islâmica e a restaurar a ordem e a função dos assuntos da nação. Rezo a Deus pelo sucesso do senhor e do seu governo interino nesta conjuntura delicada da história da nossa nação.

 – Ruhollah Al-Musavi al-Khomeini.
Elaborando ainda mais o seu decreto, Khomeini deixou claro que os iranianos foram ordenados a obedecer a Bazargan e que este era um dever religioso.
Como um homem que, apesar da tutela [Velayat] que tenho do santo legislador [o Profeta], declaro Bazargan como o Governante, e uma vez que o nomeei, ele deve ser obedecido. A nação deve obedecê-lo. Este não é um governo comum. É um governo baseado na Xaria. Opor-se a este governo significa opor-se à xaria do Islã. A revolta contra o governo de Deus é uma revolta contra Deus. Revolta contra Deus é blasfêmia.
O anúncio de Khomeini ocorreu dias antes da declaração oficial do exército anunciando a neutralidade do exército (a última esperança de Bakhtiar) nos conflitos entre os apoiantes de Khomeini e Bakhtiar. Bakhtiar fugiu no mesmo dia, 11 de fevereiro, dia oficialmente denominado Dia da Vitória da Revolução Islâmica.
O PRG é frequentemente descrito como "subordinado" ao Conselho Revolucionário e tendo tido dificuldades em reinar nos numerosos comités que competiam com a sua autoridade. 

## Membros do gabinete
Segundo Mohammad Ataie, o gabinete era composto por duas facções principais, moderados e radicais.  A maioria dos membros do gabinete eram veteranos nacionalistas e simpatizantes do Movimento de Liberdade do Irã e alguns da Frente Nacional. 
Bazargan reorganizou o seu gabinete várias vezes devido à demissão de ministros que não conseguiam lidar com fontes paralelas de poder. Em vários casos, um ministério era supervisionado por um ministro interino ou pelo próprio Bazargan.
A lista dos membros do gabinete de Bazargan era a seguinte:
| Ministro                | Cargo                                                         | Mandato                 | Mandato                | Partido      | Ref           |
| Ministro                | Cargo                                                         | Posse                   | Fim                    | Partido      | Ref           |
| ----------------------- | ------------------------------------------------------------- | ----------------------- | ---------------------- | ------------ | ------------- |
| Mehdi Bazargan          | Primeiro-ministro                                             | 4 de fevereiro de 1979  | 6 de novembro de 1979  | FMI          | [ 13 ]        |
| Abbas Amir-Entezam      | Vice-Primeiro Ministro para Relações Públicas e Administração | 13 de fevereiro de 1979 | Agosto de 1979         | FMI          |               |
| Sadeq Tabatabaei        | Vice-Primeiro Ministro para Relações Públicas e Administração | Agosto de 1979          | 6 de novembro de 1979  | FMI          | [ 13 ]        |
| Ebrahim Yazdi           | Vice-Primeiro Ministro para Assuntos Revolucionários          | 13 de fevereiro de 1979 | 12 de abril de 1979    | FMI          | [ 13 ]        |
| Mostafa Chamran         | Vice-Primeiro Ministro para Assuntos Revolucionários          | 12 de abril de 1979     | 29 de setembro de 1979 | FMI          |               |
| Hashem Sabbaghian       | Vice-Primeiro Ministro para Assuntos de Transição             | 13 de fevereiro de 1979 | 20 de junho de 1979    | FMI          | [ 13 ]        |
| Ahmad Sayyed Javadi     | Ministro do Interior                                          | 13 de fevereiro de 1979 | 20 de junho de 1979    | FMI          | [ 13 ] [ 14 ] |
| Hashem Sabbaghian       | Ministro do Interior                                          | 20 de junho de 1979     | 6 de novembro de 1979  | FMI          | [ 13 ] [ 14 ] |
| Karim Sanjabi           | Ministro das Relações Exteriores                              | 13 de fevereiro de 1979 | 1 de abril de 1979     | NF           | [ 13 ]        |
| Mehdi Bazargan          | Ministro das Relações Exteriores                              | 1 de abril de 1979      | 12 de abril de 1979    | FMI          | [ 13 ]        |
| Ebrahim Yazdi           | Ministro das Relações Exteriores                              | 12 de abril de 1979     | 12 de novembro de 1979 | FMI          | [ 13 ]        |
| Kazem Sami              | Ministro da Saúde                                             | 13 de fevereiro de 1979 | 29 de outubro de 1979  | JAMA         | [ 13 ] [ 14 ] |
| Ali-Mohammad Izadi      | Ministro da Agricultura                                       | 18 de fevereiro de 1979 | 6 de novembro de 1979  | NF           | [ 13 ]        |
| Nasser Minachi          | Ministro da Informação                                        | 22 de fevereiro de 1979 | 6 de novembro de 1979  | Independente | [ 13 ]        |
| Abbas Taj               | Ministro da Energia                                           | 18 de fevereiro de 1979 | 6 de novembro de 1979  | IAE          | [ 13 ]        |
| Mohammad Hassan Eslami  | Ministro dos Correios                                         | 22 de fevereiro de 1979 | 6 de novembro de 1979  | FMI          | [ 13 ]        |
| Ali Ardalan             | Ministro das Finanças                                         | 18 de fevereiro de 1979 | 6 de novembro de 1979  | NF           | [ 13 ]        |
| Mostafa Katiraei        | Ministério da Habitação                                       | 13 de fevereiro de 1979 | 6 de novembro de 1979  | IAE          | [ 13 ]        |
| Dariush Forouhar        | Ministro do Trabalho                                          | 13 de fevereiro de 1979 | 29 de setembro de 1979 | NF           | [ 13 ] [ 14 ] |
| Ali Espahbodi           | Ministro do Trabalho                                          | 29 de setembro de 1979  | 6 de novembro de 1979  | FMI          | [ 13 ] [ 14 ] |
| Yadollah Taheri         | Ministério das Estradas                                       | 13 de fevereiro de 1979 | 6 de novembro de 1979  | IAE          | [ 13 ]        |
| Mahmoud Ahmadzadeh      | Ministério das Indústrias                                     | 18 de fevereiro de 1979 | 6 de novembro de 1979  | FMI          | [ 13 ]        |
| Reza Sadr               | Ministério do Comércio                                        | 18 de fevereiro de 1979 | 6 de novembro de 1979  | FMI          | [ 13 ]        |
| Ali Shariatmadari       | Ministro da Cultura                                           | 22 de fevereiro de 1979 | 29 de setembro de 1979 | JAMA         | [ 13 ]        |
| Hassan Habibi           | Ministro da Cultura                                           | 29 de setembro de 1979  | 6 de novembro de 1979  | FMI          | [ 13 ]        |
| Gholam-Hossein Shokouhi | Ministro da Educação                                          | 22 de fevereiro de 1979 | 29 de setembro de 1979 | Independente | [ 13 ]        |
| Mohammad-Ali Rajai      | Ministro da Educação                                          | 29 de setembro de 1979  | 6 de novembro de 1979  | FMI          | [ 13 ]        |
| Assadollah Mobashery    | Ministro da Justiça                                           | 18 de fevereiro de 1979 | 20 de junho de 1979    | NF           | [ 13 ]        |
| Ahmad Sayyed Javadi     | Ministro da Justiça                                           | 20 de junho de 1979     | 6 de novembro de 1979  | FMI          | [ 13 ]        |
| Ahmad Madani            | Ministro da Defesa Nacional                                   | 22 de fevereiro de 1979 | 2 de março de 1979     | NF           | [ 13 ] [ 14 ] |
| Taghi Riahi             | Ministro da Defesa Nacional                                   | 2 de março de 1979      | 18 de setembro de 1979 | NF           | [ 14 ] [ 15 ] |
| Mostafa Chamran         | Ministro da Defesa Nacional                                   | 29 de setembro de 1979  | 6 de novembro de 1979  | FMI          | [ 14 ]        |
| Ali Akbar Moinfar       | Ministro do Petróleo                                          | 29 de setembro de 1979  | 6 de novembro de 1979  | IAE          | [ 13 ]        |
| Yadollah Sahabi         | Ministro sem Pasta para Projetos Revolucionários              | 18 de fevereiro de 1979 | 6 de novembro de 1979  | FMI          | [ 13 ]        |
| Ali Akbar Moinfar       | Ministro sem Pasta para Plano e Orçamento                     | 13 de fevereiro de 1979 | 29 de setembro de 1979 | IAE          | [ 13 ]        |
| Ezzatollah Sahabi       | Ministro sem Pasta para Plano e Orçamento                     | 29 de setembro de 1979  | 6 de novembro de 1979  | FMI          | [ 13 ]        |
| Dariush Forouhar        | Ministro sem Pasta para Inspeção Provincial                   | 29 de setembro de 1979  | 6 de novembro de 1979  | NF           | [ 13 ]        |
| Hossein Baniasadi       | Ministro sem Pasta para Assuntos Executivos                   | 29 de setembro de 1979  | 6 de novembro de 1979  | FMI          |               |
| Hossein Shah-Hosseini   | Vice-Primeiro Ministro para Educação Física                   | Fevereiro de 1979       | 6 de novembro de 1979  | NF           |               |
| Abbas Sami'i            | Vice-Primeiro Ministro para o Ambiente                        | Fevereiro de 1979       | 23 de agosto de 1979   | FMI          |               |

## Resignação
O primeiro-ministro e todos os membros do seu gabinete renunciaram em massa em 6 de novembro de 1979, depois que funcionários da embaixada americana foram feitos reféns dois dias antes, em 4 de novembro de 1979. Na sua carta a Khomeini, Bazargan afirmou que "repetidas interferências, inconveniências, objecções e disputas tornaram os meus colegas e eu incapazes de continuar [cumprir] os nossos deveres".
O poder então passou para as mãos do Conselho Revolucionário. Bazargan apoiou o projeto de constituição revolucionário original, em vez da teocracia do jurista islâmico, e sua renúncia foi recebida por Khomeini sem protesto, dizendo "Sr. Bazargan... estava um pouco cansado e preferiu ficar à margem por um tempo ." Khomeini mais tarde descreveu a nomeação de Bazargan como um "erro".  Bazargan, por outro lado, descreveu o governo como uma “faca sem lâmina”. 